# Bang My Head
Singles de David Guetta
Clap Your Hand
(2015) Pelican
(2015)
Singles par Sia
Alive
(2015) Cheap Thrills
(2016)
Singles par Fetty Wap
Gold slugs
(2015)
Bang My Head est un titre de David Guetta avec les voix de la chanteuse australienne Sia et du rappeur américain Fetty Wap. Le single est sorti le 30 octobre 2015 pour la promotion de la réédition de l'album Listen de David Guetta sous le nom de Listen Again.

## Clip vidéo
Le clip est sorti le 6 novembre 2015 sur la plateforme YouTube.
Il montre David Guetta perdant un jeu de poker et réalisant ensuite une course de chevaux.
Sia et Fetty Wap n'apparaissent pas dans le clip.

## Classement
| Classement (2015)                       | Meilleure position |
| --------------------------------------- | ------------------ |
| Allemagne (Media Control AG)            | 26                 |
| Australie (ARIA)                        | 21                 |
| Autriche (Ö3 Austria Top 40)            | 29                 |
| Belgique (Flandre Ultratop 50 Singles)  | 30                 |
| Belgique (Wallonie Ultratop 50 Singles) | 3                  |
| Espagne (PROMUSICAE)                    | 6                  |
| France (SNEP)                           | 3                  |
| France (SNEP Radio)                     | 1                  |
| France (SNEP Streaming)                 | 9                  |
| Italie (FIMI)                           | 36                 |
| Pologne (ZPAV)                          | 13                 |
| Royaume-Uni (UK Singles Chart)          | 21                 |
| Suède (Sverigetopplistan)               | 45                 |
| Suisse (Schweizer Hitparade)            | 26                 |

## Certification
| Pays   | Organisme | Certification | Seuil                            |
| ------ | --------- | ------------- | -------------------------------- |
| France | SNEP      | Diamant       | 35 millions d'équivalent streams |